# Стыршел
«Стыршел» (болг. стършел — шершень) — болгарская сатирическая еженедельная газета. Выходит с февраля 1946 года. Одна из самых старых действующих газет Болгарии. 

## История
Газета была создана группой левых интеллектуалов как ответ на пользовавшуюся популярностью сатирическую страницу в газете Болгарского земледельческого народного союза «Народно земеделско знаме». Среди её первых сотрудников — известные писатели Димитр Чавдаров (Челкаш), Богомил Райнов, Павел Вежинов, Христо Ганев, Валери Петров, художники Марко Бехар, Никола Мирчев, Борис Ангелушев и другие. 
В разное время в газете также работали писатели Радой Ралин и Станислав Стратиев.
Редактор газеты в 1961—1965 гг. — Асен Босев.
Материалы газеты, как рассказал пан Ведущий (Михаил Державин) популярной в СССР телепередачи «Кабачок 13 стульев», использовались при работе над этим проектом